# Eddie Guerrero
Eduardo Gory Guerrero Llanes (El Paso, Texas, 9 de octubre de 1967-Mineápolis, Minnesota, 13 de noviembre de 2005), más conocido como Eddie Guerrero, fue un luchador profesional estadounidense de ascendencia mexicana. Durante su carrera trabajó para importantes empresas de la lucha libre como Lucha Libre AAA Worldwide (AAA), Extreme Championship Wrestling  (ECW), World Championship Wrestling (WCW) y World Wrestling Federation/ Entertainment (WWE).
Durante su carrera, que cubre dieciocho años, consiguió varios campeonatos en las empresas más importantes de México y los Estados Unidos. El campeonato más prestigioso que ganó en una ocasión fue el Campeonato de la WWE, dándole el estatus de Campeón Mundial. También consiguió en cuatro ocasiones el Campeonato en Parejas de la WWE, en una el Campeonato de los Estados Unidos, Campeonato Intercontinental y Campeonato Europeo. Al conseguir estos logros en la WWE, se convirtió en Campeón de la Triple Corona y Gran Campeón.
En contraste con su éxito en la lucha libre, su vida estuvo marcada por numerosos incidentes asociados con severos problemas de abuso de sustancias, alcoholismo y adicción a los analgésicos. Sus problemas de la vida real eran a menudo integrados a sus storylines.
Tras su muerte acontecida el domingo 13 de noviembre del 2005, durante esa semana, la WWE dedicó sus programas semanales RAW y SmackDown a su memoria conmemorando su prestigiosa carrera con varios luchadores rindiendole tributo. Cinco meses después de su muerte, la WWE lo introdujo póstumamente al Salón de la Fama en 2006.

## Vida privada
A Eddie Guerrero le sobrevive su viuda Vickie Guerrero, con quien tuvo dos hijas: Shaul Marie Guerrero (14 de octubre de 1990), Sherilyn Amber Guerrero (8 de julio de 1995). Tras separarse de Vickie debido a sus problemas de abuso y alcoholismo, contrajo matrimonio con Tara Mahoney. Con esta tuvo a su tercera hija, llamada Kaylie Marie Guerrero (25 de abril de 2002). La niña nació poco después de que Eddie se separara de Tara y decidiera reanudar sus votos matrimoniales con Vickie Guerrero, después de su rehabilitación y conversión a cristiano renacido.

### Adicciones y problemas de salud
A pesar de sus éxitos en la lucha libre, Eddie Guerrero tuvo serios problemas de adicción a las drogas, derivados principalmente de un grave accidente de automóvil que sufrió en 1999 durante su etapa en la WCW que llevó a que la historia del Latino World Order, una facción compuesta solo por luchadores latinos inconformes con el manejo que se les estaba dando en la mencionada empresa, se cancelara abruptamente. [cita requerida] Así mismo, la adicción a los analgésicos que tenía era tal que durante su primer paso por la World Wrestling Federation, a Eddie se le advirtió que se sometiera a rehabilitación; Eddie lo hizo, pero sería arrestado en 2001 por conducir bajo los efectos del alcohol, lo cual fue una de las causas de su despido de la WWE en su momento. Estás adicciones fueron un punto determinante en su fallecimiento ya que a pesar de superar dichos problemas, el daño en su cuerpo era muy evidente. 
Varios luchadores que conocieron a Eddie en persona aseguraban que había momentos en los que a Eddie le costaba mucho caminar, vestirse adecuadamente o incluso había ocasiones en las que estaba muy agotado o lastimado, pero una vez que era su turno para salir a luchar, su pasión por la lucha libre era tal que sus niveles de adrenalina le hacían ignorar cualquier dolencia física.

## Carrera

### Empresa Mexicana de Lucha Libre (1987-1993)
Eddie, como hijo de Gory Guerrero, pertenece a la familia de luchadores Los Guerrero. Descubrió su pasión por la lucha libre cuando era niño y fue entrenado por su padre junto a su sobrino, Chavo Guerrero, Jr. Debutó en 1987 en Ciudad Juárez, en la promoción Empresa Mexicana de Lucha Libre (hoy Consejo Mundial de Lucha Libre CMLL). Luchó junto a El Matemático contra Flama Roja y El Vikingo.
Después despertó celos profesionales entre los veteranos rudos quienes le hicieron la vida imposible. El joven Guerrero logró importantes triunfos al rapar a Ariel "El Gato" Romero, Lobo Rubio, La Fiera y al Negro Casas.
Llegó a ser una estrella en México antes de pelear en los Estados Unidos. En la década de los 80, Guerrero debutó en la National Wrestling Alliance, afiliada a la World Championship Wrestling (conocida como Jim Crockett Promotions), como un jobber.

### Asistencia Asesoría y Administración (1992-1994)
En México, peleó en la Asistencia Asesoría y Administración, haciendo equipo con El Hijo del Santo como una nueva versión de la Pareja Atómica, el legendario tag team de Gory Guerrero y El Santo.
Tras esto, Guerrero traicionó al Hijo del Santo y se alió con Art Barr como La Pareja del Terror, llegando a ser el dúo más odiado de la lucha libre. Junto con Barr, Konnan, Chicano Power y Madonna’s Boyfriend, Guerrero formó Los Gringos Locos (The Crazy Americans), un equipo heel. Guerrero dijo más tarde que no importaba cuántas personas se unieran a Los Gringos Locos, el equipo estaba únicamente formado por él y Art. Los Gringos Locos se enfeudaron principalmente con El Hijo del Santo y su compañero Octagón, acabando finalmente el feudo en un combate de Cabellera vs. Máscara en el primer PPV de lucha en América, When Worlds Collide, el cual perdieron.
La primera ruptura entre Guerrero y Barr vino por una notificación efectuada por el propietario de la Extreme Championship Wrestling (ECW), Paul Heyman, volviendo a juntarse en 1995 debido a que iba a luchar para él. Sin embargo, Barr murió antes de poder juntarse con Guerrero en la ECW. Como homenaje a su amigo fallecido, Guerrero adoptó el movimiento final de Barr, el “Frog Splash”.

### New Japan Pro Wrestling (1993-1996)
En 1993, Guerrero empezó a luchar en Japón para la New Japan Pro Wrestling (NJPW), donde fue conocido como Black Tiger II. Ganó el NJPW Junior Heavyweight Super Grade Tag League Championship con The Great Sasuke el cual le hizo el más exitoso Black Tiger. Llegó a ganar el The Best of the Super Juniors 1996 Tournament de pesos junior. Recibió una oportunidad ante el Campeón de Peso Junior de la IWGP The Great Sasuke en NJPW Skydiving J, pero Guerrero perdió el combate.

### Extreme Championship Wrestling (1995)
Guerrero ganó el Campeonato Televisivo de la ECW tras derrotar a 2 Cold Scorpio en su debut, y tuvo muchas peleas aclamadas con Dean Malenko antes de que ambos firmaran por la World Championship Wrestling tras un año. Guerrero perdió su título el 21 de julio ante Malenko ese mismo año, pero Guerrero lo recuperó el 28 de julio. Guerrero perdió el Campeonato Televisivo de la ECW otra vez ante 2 Cold Scorpio el 25 de agosto. La pelea acabó en dos de tres caídas. Mientras se estaban yendo de la arena hacia los vestuarios, la gente les gritó que no se fueran.

### World Championship Wrestling (1995-1999)

#### 1995-1997
Eddie Guerrero hizo su debut en la World Championship Wrestling (WCW) en 1995 junto a Dean Malenko y Chris Benoit, con quienes había trabajado e compitió en dark matches contra Alex Wright. En su primera aparición en PPV televisado fue en World War 3 donde compitió en una lucha por el vacante Campeonato Mundial de la WCW. Sorprendentemente, Guerrero fue uno de los diez últimos hombres que quedaron en la pelea hasta que fue eliminado del ring por los miembros de Four Horsemen. Finalmente ganó la pelea Randy Savage.
En Starrcade , Guerrero representó a la WCW en una WCW vs. NJPW World Cup tournament series. Perdió contra Shinjiro Ohtani en una pelea, pero la WCW ganó el torneo.
Mientras, en 1996, Guerrero recibió varias oportunidades por el Campeonato de los Estados Unidos de la WCW, frente a Konnan en Uncensored, y a Ric Flair en Hog Wild. Tras el evento empezó un feudo con Ric Flair y The Four Horsemen durante 1996, después de que su compañero, Arn Anderson, le traicionara durante una pelea por equipos contra Ric Flair y Randy Savage. Más tarde, en 1996, se enfeudó con Diamond Dallas Page después de derrotarle en una pelea en Clash of the Champions XXXIII. Eddie comenzó un feudo con DDP para intentar robar su apodo de "Lord of the Ring" pero perdió. Guerrero participó en un torneo por el vacante Campeonato de los Estados Unidos de la WCW en la cual ganó a Konnan en la primera pelea, a Chris Benoit en la segunda y a DDP en la ronda final en Starrcade, ganando el título.

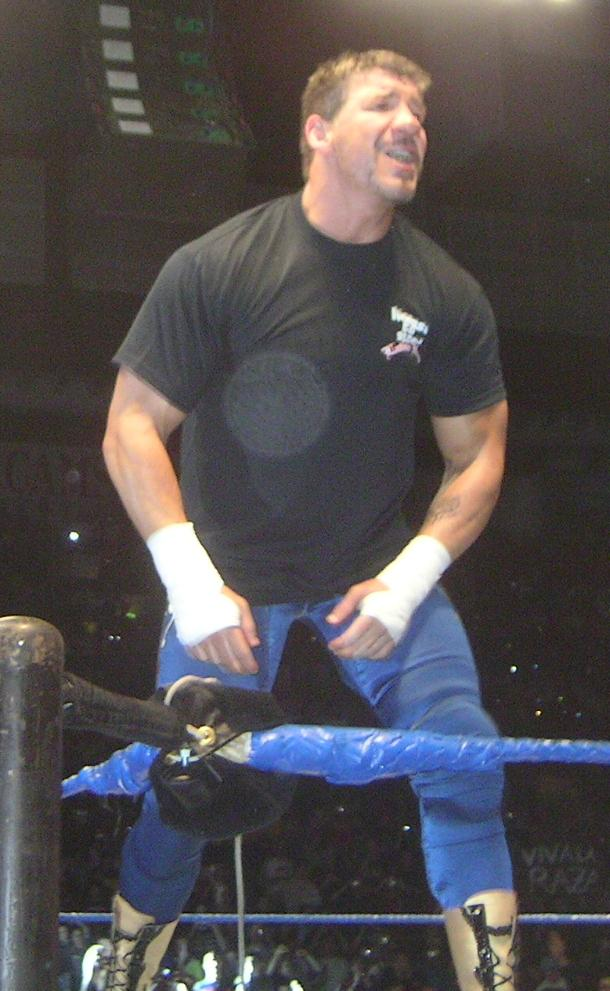
Eddie Guerrero sobre un poste en el ring.

En 1997, Eddie Guerrero defendió con éxito el título ante Scott Norton en Clash of the Champions XXXIV, Syxx en un Ladder match en Souled Out y Chris Jericho en SuperBrawl VII. Su reinado terminó en Uncensored cuando Dean Malenko le derrotó y ganó el campeonato. Tras perder el Campeonato de los Estados Unidos, Guerrero empezó un feudo con Jericho por el Campeonato Peso Crucero de la WCW de este. Peleó por el título en Clash of the Champions XXXV, pero perdió.
Guerrero exigió una revancha por el título. En Fall Brawl, Guerrero derrotó a Jericho, ganando el Campeonato Peso Crucero de la WCW. Perdió su campeonato contra Rey Mysterio en Halloween Havoc en un Title vs. Mask match, donde la máscara de Mysterio también estaba en juego. El 10 de noviembre, recuperó el título y lo defendió en World War 3 contra Mysterio. Guerrero perdió el título ante Último Dragon el 29 de diciembre de ese año.

#### 1998-1999
Eddie empezó un feudo con Booker T. El 9 de marzo de 1998 en Nitro, el sobrino de Eddie, Chavo Guerrero perdió ante Booker T en una pelea. Tras la pelea, aplicó un “suplex” a Chavo. La edición de Thunder del 13 de marzo, derrotó a su sobrino Chavo en un combate y le forzó a ser su esclavo. En Uncensored, Chavo fue forzado a llevar a hombros a Eddie hasta la entrada al comienzo del combate del pay-per-view dónde Eddie se enfrentaba a Booker T por su Campeonato de la Televisión de la WCW. Eddie perdió el combate tras recibir un “Missile Dropkick”.
A pesar del éxito y la popularidad que poseía, Guerrero era uno de los muchos luchadores que estaban frustrados por no tener nunca la oportunidad de ser el evento principal de las superestrellas en la WCW, principalmente por su complexión y tamaño ya que era discriminado debido a esas razones. Estas frustraciones llegaron a un punto crítico cuando Guerrero le solicitó al Presidente de la WCW Eric Bischoff un push a su personaje o le concediera un aumento en su salario debido a razones familiares. Bischoff le respondió supuestamente lanzándole su taza de café a Guerrero (sin embargo, en su autobiografía, Guerrero indicó que Bischoff accidentalmente derramó su café en la mesa y ese fue el accidente que ocurrió). El luchador, furioso, demandó a Bischoff pidiéndole que le liberara de su contrato con la WCW en un programa en directo de Nitro. Guerrero entonces abandonó la compañía durante un periodo de meses, furioso con Bischoff por lo que hizo. Sin embargo, Guerrero regresó más tarde a la WCW, llevando a la creencia de que quizás los discursos del furioso Guerrero contra Bischoff fueron un work actual (Guerrero confirmó más tarde que fue un worked shoot). Guerrero más tarde se contradiría en los DVD de la WWE Monday Night War diciendo que había intentado dejar las diferencias personales a un lado por el bien de la compañía, encontrándose todavía furioso consigo mismo e indignado una vez más porque supuestamente Bischoff continuó negándose a elevar a Guerrero y a otros luchadores en la misma situación que él.
Guerrero respondió a las acciones de Bischoff formando el Latino World Order (o LWO), el cual fue un Stable parodia del New World Order de Hulk Hogan, llevando a la storyline sus problemas personales con Hogan. El grupo fue una respuesta a las negaciones de WCW de ayudar a luchadores latinos del modo que ellos sentían merecer. El grupo eventualmente creció para abarcar a casi todos los luchadores mexicanos que trabajaban en la WCW en aquel entonces. Sin embargo, Guerrero se vio envuelto en un serio accidente de coche en 1999, lo cual acortó el storyline de la LWO. Guerrero sobrevivió al accidente y volvió a la lucha libre en un periodo de meses.
Tras su regreso en 1999, Eddie ayudó a crear el grupo The Filthy Animals con Rey Misterio y Konnan (incluyendo después a Juventud Guerrera, Billy Kidman, y Disco Inferno). Cuando Vince Russo fue despedido como booker de la WCW y fue reemplazado por Kevin Sullivan, Guerrero preguntó por él y pidió ser liberado de su contrato. Firmó con la World Wrestling Federation (WWF) en 2000 junto con otras estrellas de la WCW como Chris Benoit, Dean Malenko, y Perry Saturn.

### World Wrestling Federation (2000-2001)

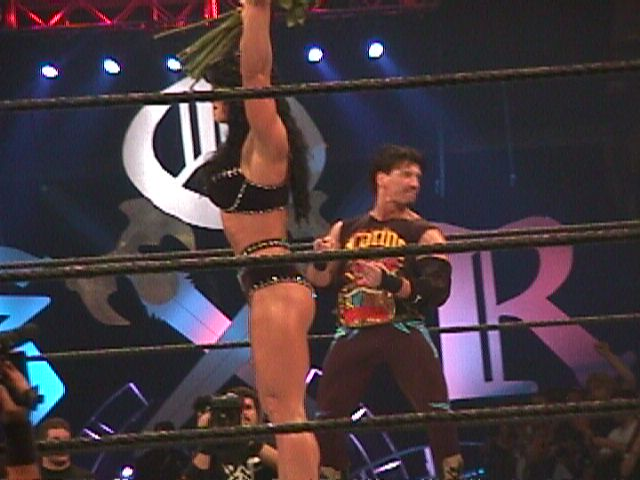
Eddie en King of the Ring junto a Chyna como Campeón Europeo.

El 31 de enero de 2000, cuatro nuevas caras aparecieron en Monday Night RAW y sorprendieron al mundo del entretenimiento deportivo. Eran los exluchadores de WCW: Benoit, Malenko, Perry Saturn y Eddie Guerrero, los cuales formaron el grupo conocido como The Radicalz. La facción inmediatamente interfirió en una lucha entre los New Age Outlaws y Al Snow & Steve Blackman, marcando el comienzo de la asombrosa carrera de Guerrero en la World Wrestling Federation (WWF).
Durante los próximos cinco años, Guerrero sobrepasó muchos obstáculos para llegar al tope. En su primera lucha en la WWF contra los Outlaws, Eddie sufrió de una lesión con un codo dislocado, pero regresó a la acción en poco tiempo. En 3 de abril de 2000 logró su primera gran victoria en la WWF derrotando a Chris Jericho para ganar el Campeonato Europeo, sin embargo, lo perdió ante Perry Saturn en el evento Fully Loaded. Posteriormente Eddie volvería a ganar ese campeonato en 2001 venciendo a Test en WrestleMania X-Seven.
Luego de que los Radicalz fueran por rumbos distintos, Eddie comenzó una relación con Chyna. Esta relación fue una de las más populares en ese entonces, pero la relación quebró cuando Chyna descubrió a Eddie siéndole infiel con dos mujeres en la bañera, lo cual generó un feudo. El 9 de noviembre del siguiente año fue arrestado por conducir bajo estado de ebriedad siendo despedido de la WWF tres días después.

### Circuito independiente (2001-2002)
Eddie Guerrero comenzó a trabajar en circuitos independientes después de ser despedido de la WWF. El 23 de febrero de 2002, se enfrentó a Super Crazy en el debut del show de Ring of Honor (ROH) (conocido como The Era of Honor Begins) para coronar al primer Campeón Intercontinental de la IWA, pero perdió la lucha.
El 24 de febrero de 2002, Guerrero debutó en la promoción australiana World Wrestling All-Stars (WWA) derrotando a Juventud Guerrera y Psicosis ganando el Campeonato Internacional Peso Crucero de la WWA. El 1 de marzo de 2002, Guerrero derrotó a CM Punk y Rey Mysterio ganando el Campeonato Peso Pesado de la IWA Mid-South, pero perdió el campeonato de vuelta frente a Punk solo un día después. Eddie dejó vacante el Campeonato Peso Crucero de la WWA en abril de 2002, después de regresar a la WWF (ahora World Wrestling Entertainment (WWE)) pero mantuvo un compromiso de luchar una última vez en ROH en un evento dedicado a él, Night of Appreciation (noche de agradecimiento).

### World Wrestling Entertainment (2002-2005)

#### 2002

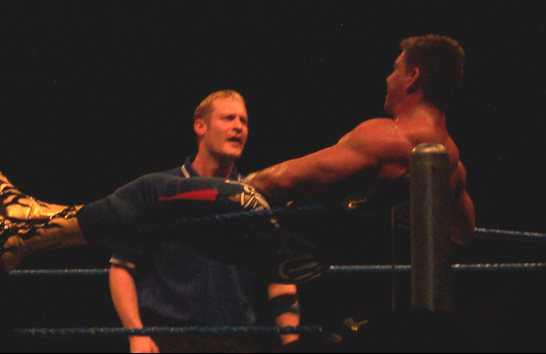
Guerrero en una esquina, uno de sus rasgos característicos.

Guerrero regresó a la WWE el 1 de abril de 2002 en RAW, atacando a Rob Van Dam. El 21 de abril, en Backlash, Eddie derrotó a Van Dam ganando el Campeonato Intercontinental.
Perdió el campeonato en mayo frente a Van Dam en una edición de Raw.
Guerrero tuvo cortos feudos con Steve Austin y The Rock, de los cuales no obtuvo buenos resultados. Después de esto Guerrero formó una alianza con Chris Benoit. En King of the Ring se enfrentó a Ric Flair siendo derrotado por intervención de Bubba Ray Dudley. Debido a esto en Vengeance formó equipo con Benoit para enfrentarse a Bubba Ray Dudley & Spike Dudley en un Tables match siendo derrotados. El 1 de agosto, Guerrero y Chris Benoit fueron transferidos a la marca SmackDown!. Como Benoit formó una alianza con Kurt Angle, Eddie se unió a su sobrino Chavo, formando el equipo llamado Los Guerreros. Luego comenzó un feudo con Edge siendo derrotado por él en SummerSlam. Finalmente en Unforgiven derrotó a Edge. Luego de esto siguió haciendo equipo con su sobrino Chavo mientras Benoit continuaba su alianza con Kurt Angle. Ambos equipos participaron en el torneo para coronar al primer Campeón en Parejas de la WWE, en donde Benoit y Angle derrotaron a Los Guerreros en la semifinal. El torneo fue ganado por el equipo de Angle y Benoit. Luego de esto Los Guerreros se enfrentaron a Angle y Benoit por los campeonatos en Rebellion siendo derrotados.
Los Guerreros tuvieron una nueva oportunidad por el Campeonato en Parejas de la WWE frente a los nuevos campeones, Edge y Rey Mysterio en una lucha que incluyó al equipo de Chris Benoit y Kurt Angle. En Survivor Series, Guerrero hizo rendir a Mysterio con el "Lasso From El Paso".
Con esta victoria, Los Guerreros se transformaron en campeones, un reinado que duró hasta el 4 de febrero de 2003, cuando fueron derrotados por Team Angle. Antes de perder los campeonatos Eddie se enfrentó a Chris Benoit en Armageddon siendo derrotado.

#### 2003

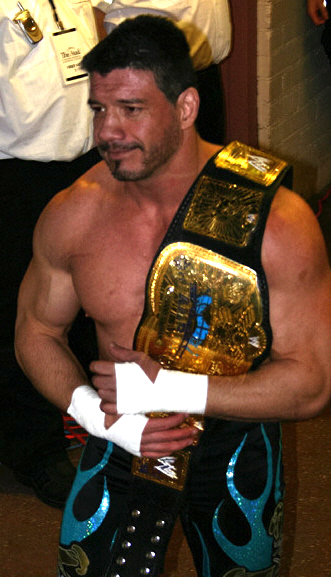
Eddie con el WWE Tag Team Championship.

Eddie participó en el Royal Rumble pero fue eliminado por Booker T. Los Guerreros participaron en WrestleMania XIX en una lucha por el Campeonato en Parejas de la WWE, frente a los campeones Team Angle y Chris Benoit & Rhyno. Finalmente esa lucha la ganó Team Angle.
Cinco días antes de Judgment Day, Chavo sufrió una lesión, por lo que Eddie debió buscarse una nueva pareja para su combate en el evento, iniciando un Tag Team con Tajiri. En el evento, Eddie y Tajiri derrotaron a Shelton Benjamin y Charlie Haas en un Ladder Match, ganando el Campeonato en Parejas de la WWE.
Guerrero y Tajiri fueron campeones hasta el 3 de julio, donde perdieron los campeonatos de vuelta con Team Angle. Después de su derrota, Guerrero traicionó a Tajiri, lanzándolo a través del parabrisas de su auto.
En julio, Guerrero entró en un torneo para definir a un nuevo Campeón de los Estados Unidos. Eddie logró llegar a la final, donde se enfrentó a Chris Benoit en Vengeance el 27 de julio, donde salió victorioso ganando el Campeonato de los Estados Unidos.
En SummerSlam, Guerrero retuvo su campeonato frente a Rhyno, Benoit y Tajiri.
Eddie se volvió face una vez más, iniciando un feudo con John Cena, en el que Cena robo el auto a Guerrero, por lo que Eddie fue a reclamarle a la Gerente general de Smackdown Stephanie McMahon, la que pacto (por sugerencia de Guerrero)una Latino Heat Parking Lot Brawl. Durante el combate, Chavo Guerrero hizo su regreso, ayudando a Eddie a ganar el combate. El 16 de septiembre en SmackDown!, Los Guerreros derrotaron a The World's Greatest Tag Team, capturando el Campeonato en Parejas de la WWE. Eddie Guerrero logró poseer el Campeonato de los Estados Unidos y el Campeonato en Parejas de la WWE al mismo tiempo.
Guerrero perdió el Campeonato de los Estados Unidos frente a The Big Show en No Mercy.
Cuatro días después, Los Guerreros perdieron el Campeonato en Parejas de la WWE frente a The Basham Brothers. Ambos tuvieron su revancha por los campeonatos en Survivor Series siendo nuevamente derrotados. Cuando Los Guerreros no pudieron re-capturar el campeonato, Chavo traicionó a Eddie, atacándolo después del combate.

#### 2004
En el Royal Rumble, Chavo Guerrero y Eddie se enfrentaron, con una victoria para Eddie. Como la popularidad de Eddie continuó creciendo, comenzó a pelear por el Campeonato de la WWE.
Durante este periodo, Eddie inició un feudo con Kurt Angle, el que duró cerca de un año.
Cuando Chris Benoit decidió ir a RAW, después de ganar el Royal Rumble Match, y retar al Campeón Mundial Peso Pesado Triple H, Guerrero ocupó el lugar de Chris Benoit en un 15-man battle royal match (tipo Royal Rumble), donde también participaron luchadores como Kurt Angle, John Cena, Big Show, JBL, Hardcore Holly, entre otros. Guerrero ganó la lucha eliminando a Angle y logró un combate por el Campeonato de la WWE frente al entonces campeón Brock Lesnar en No Way Out, lucha que ganó después de una interferencia de Goldberg.
Por lo que Eddie se transformó en el segundo latino en la historia en transformarse en Campeón de la WWE (después de Pedro Morales). Eddie fue campeón por cerca de 4 meses, en donde retuvo el campeonato frente a Kurt Angle en WrestleMania XX. Al final de ese evento, Guerrero acudió a celebrar con su amigo Chris Benoit, quien recién había ganado el Campeonato Mundial Peso Pesado.

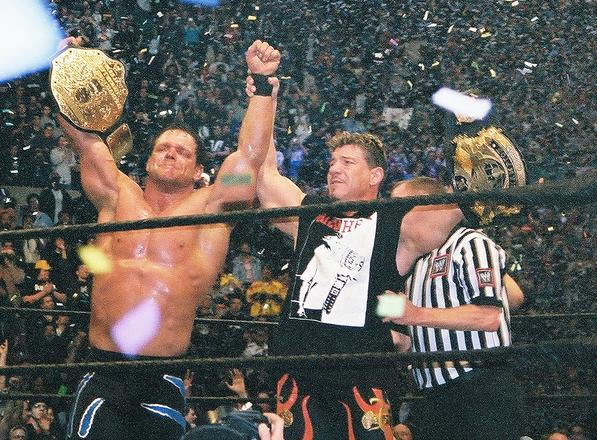
Eddie y Benoit en WrestleMania XX.

Guerrero tuvo combates de baja importancia con luchadores como The Big Show y Rey Mysterio. Eddie se enfrentó a John "Bradshaw" Layfield en Judgment Day, donde se hizo descalificar por golpear a JBL con el campeonato.
La revancha de JBL fue en The Great American Bash, en un Texas Bullrope Match, en donde JBL derrotó a Eddie, ganando el Campeonato de la WWE. JBL ganó después de que Kurt Angle (quien era el Gerente general de SmackDown!) revirtió la decisión después que de aparentemente Eddie había ganado el combate. Luego Eddie obtuvo su revancha frente a JBL en un Steel Cage Match siendo derrotado por interferencia de Angle.
En SummerSlam, Kurt Angle derrotó a Eddie Guerrero.
Kurt Angle se alió con los luchadores Luther Reigns y Mark Jindrak, para enfrentarse Eddie y Big Show. Esto provocó que Eddie entrara en rivalidad con Jindrak y Reigns enfrentándose a este último en No Mercy saliendo victorioso. Posteriormente siguió su feudo con ellos lo cual llevó a un combate de eliminación en Survivor Series, entre el equipo de Eddie (Eddie, Big Show, John Cena y Rob Van Dam) y el equipo de Angle (Angle, Reigns, Jindrak y Carlito). El equipo de Eddie salió victorioso de ese evento.
En Armageddon, Eddie, junto con Booker T y The Undertaker, fue derrotado por JBL, quien logró retener el Campeonato de la WWE.
Eddie y Booker T se aliaron por unas semanas, pero no lograron conseguir el Campeonato en Parejas de la WWE, por lo que pronto se separaron.

#### 2005

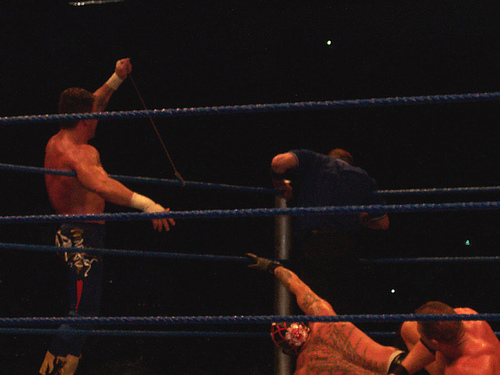
Eddie y Rey Mysterio en Australia.

Guerrero fue uno de los participantes favoritos para ganar el Royal Rumble en el cual robo el número de Ric Flair pero fue obligado por el Gerente general de Smackdown, Teddy Long, a devolverlo o no competiría en el Rumble, entró como el número 1 y fue eliminado durante el combate por Edge. Eddie compitió en un combate en parejas con Rey Mysterio, enfrentándose a The Basham Brothers en No Way Out, del cual salió victorioso, transformándose en Campeón en Parejas de la WWE por cuarta vez, su último campeonato en la empresa. Eddie y Mysterio se enfrentaron en WrestleMania 21, en donde Mysterio salió victorioso. La amistad entre Mysterio y Eddie se vio debilitada durante las siguientes semanas, hasta que finalmente se rompió al perder los campeonatos frente a MNM.
La semana siguiente a la pérdida del campeonato en parejas, Eddie traicionó a Mysterio, volviéndose heel. El feudo entre ambos los llevó a enfrentarse en Judgment Day, Great American Bash y SummerSlam, con derrotas para Guerrero. Durante este periodo, Eddie dijo ser el "Padre de Dominick" (kayfabe), el hijo de Mysterio. El feudo entre ambos culminó con un triunfo de Eddie sobre Mysterio en una edición de SmackDown! en un Steel Cage Match.
Eddie fue nombrado retador N.º 1 al Campeonato Mundial Peso Pesado, por lo que en No Mercy Eddie se enfrentó a Batista. Durante la lucha, Eddie dudó en usar una silla (volviéndose face) para asegurar su victoria, lo que le sirvió a Batista para derrotar a Eddie. Después de la lucha Batista le dijo a Eddie que se había ganado su respeto y le cantó "Cumpleaños Feliz" (esa lucha se realizó el día del cumpleaños de Eddie).
Guerrero participó en su último combate el 11 de noviembre en SmackDown!, en donde derrotó a Mr. Kennedy,  fingiendo haber sido golpeado en la cabeza con una silla mientras el referí estaba noqueado, ganándose de esta forma un lugar en el Team SmackDown! que enfrentaría al Team Raw en un Traditional Elimination Match en Survivor Series. Luego fue atacado por él con un sillazo en la cabeza.

## Fallecimiento
El día anterior a su fallecimiento, Eddie Guerrero en compañía de su sobrino Chavo Guerrero y Chris Benoit, amigo personal de ambos luchadores se registraron en el Hotel Marriott de la ciudad de Minneapolis en Minnesota con planes al día siguiente de levantarse temprano para ir a desayunar y posteriormente entrenar en el gimnasio dado que ese día, Smackdown presentaba un evento en vivo. De acuerdo con el testimonio de su sobrino Chavo Guerrero para el programa Dark Side of the Ring, sobre las 5:30 de la mañana del día 13 de noviembre de 2005, el personal del hotel se comunicó con Chavo Guerrero para informarle que algo raro pasaba con su tío ya que no respondía las llamadas de la recepción del hotel. Chavo muy preocupado, asistió junto al personal de seguridad del hotel y tuvieron que forzar la puerta de la habitación donde Eddie se había hospedado. Eddie fue encontrado dentro del cuarto de baño de la habitación en la que se había hospedado; estaba en ropa interior, tenía un cepillo de dientes en sus manos y estaba inconsciente. En un intento por salvar su vida, Chavo Guerrero intentó revivirlo mediante respiración boca a boca sin embargo ya nada se podía hacer; para cuando los paramédicos llegaron al lugar declararon a Eddie muerto allí mismo. Tenía 38 años. Sus restos fueron trasladados a Phoenix, Arizona, lugar donde pensaba mudarse con su familia para acompañar a su amigo, el retirado luchador Eldridge Wayne Coleman.
Se presume que Guerrero programó el servicio de despertador del hotel ese día a las siete de la mañana, sin embargo, al no tener respuesta en su habitación, su sobrino Chavo Guerrero, Jr. quien se registró junto con su tío en el mismo hotel, intentó llamarlo sin lograr este objetivo. Por este motivo, el personal de seguridad del hotel abrió la puerta, encontrando muerto a Guerrero. La WWE lo confirmó en una conferencia de prensa.
Para muchos de sus conocidos ya les parecía extraño que antes de su muerte Guerrero le decía prolongadas veces a su esposa que se encontraba mal y se sentía agotado. Después de la autopsia los doctores confirmaron que murió a consecuencia de un ataque y que este ya sufría problemas cardiacos, lo que provocaba que se cansara por su exigente profesión de luchador. La viuda de Guerrero aclaró en una entrevista del sitio web de la WWE que el forense del condado de Hennepin, le reafirmó el problema del corazón como causante de su muerte.
Chavo Guerrero declaró además que Eddie se encontraba entrenando duramente, lo que le hacía estar muy cansado físicamente. Stephanie McMahon, en una conferencia de prensa, declaró que solo dos días después de su muerte, Eddie iba a enfrentarse a Batista y Randy Orton, en una lucha por su primer Campeonato Mundial Peso Pesado.

### Tributos
Los episodios de RAW y SmackDown (14 y 18 de noviembre, respectivamente) fueron dedicados al fallecido luchador. En ellos se realizaron unas luchas en su honor, en las cuales los luchadores no fueron obligados a pelear y los storylines de aquel momento fueron detenidos temporalmente por el momento tan duro que hacía que los luchadores no pudieran mantenerse en sus personajes por lo doloroso de lo ocurrido con su compañero. Además, todas las superestrellas salieron al área aledaña al ring y guardaron un minuto de silencio, mientras tocaron una campana 10 veces. Luego un video tributo fue emitido, lo que produjo mucha conmoción en los luchadores presentes, provocando el llanto desconsolado de algunos luchadores como Chavo Guerrero, Booker T, Sharmell, Shawn Michaels, Kurt Angle, Big Show, Rey Mysterio, Batista, Triple H y especialmente Chris Benoit. Los temas musicales utilizados en los videos fueron "Hurt" de Johnny Cash y "Here Without You" de 3 Doors Down.
Otra liga que le rindió homenaje fue la Total Nonstop Action Wrestling (TNA), que le dedicó su PPV Genesis, el cual se realizó la noche en que Eddie falleció. Además, Ring of Honor y New England Championship Wrestling rindieron tributos al fallecido luchador.
Eddie fue inducido en el Salón de la Fama el 1 de abril de 2006 por su sobrino Chavo Guerrero y sus amigos Rey Mysterio y Chris Benoit. Su viuda, Vickie Guerrero, aceptó el honor. Además, Eddie ha sido incluido como leyenda en los videojuegos de SmackDown vs. Raw 2007, 2008, y WWE '12, y en el 2012 fue anunciado para estar en WWE '13 y WWE 2K14 con el look que usó en la Attitude Era para WWE 2K17, WWE 2K18, WWE 2K19 Y WWE 2K20.
Tras esto, Rey Mysterio empezó a llevar unos brazaletes negros en los que ponía "EG", símbolo de luto. Además, le dedicó su victoria en el Royal Rumble, entrando con su coche al ring. Además, también fue introducido en el 2008 en el AAA Hall of Fame Salón de la Fama de la Lucha Libre AAA Worldwide .
Varios luchadores (Rey Mysterio, Chavo Guerrero, Christian Cage, Seth Rollins, Kevin Steen y AJ Styles) comenzaron a utilizar la “Frog Splash” como movimiento especial, en tributo a Eddie. Además, Mysterio, Chavo y Chris Benoit acostumbraron a utilizar también el movimiento “The Three Amigos”, también como tributo.
En WrestleMania 32 la luchadora Sasha Banks que es admiradora del luchador, utilizó una ropa inspirada en los diseños que Eddie solía usar, también durante la lucha utilizó su clásico movimiento el Frog Splash.
En la AAA Rey Mysterio habló sobre su Aniversario de 10 años de la muerte de Eddie.
En 2019, Rey Mysterio visitó la tumba de Eddie por primera vez desde el funeral en 2005.

## Campeonatos y logros

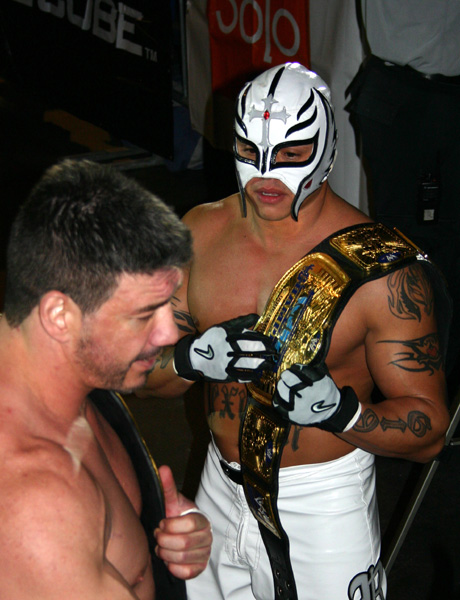
Eddie como Campeón en parejas junto a Rey Mysterio.

- Asistencia Asesoría y Administración
  - AAA World Tag Team Championship (1 vez) - con Art Barr[93]
  - Salón de la Fama AAA (2008)[94]

- Extreme Championship Wrestling
  - ECW World Television Championship (2 veces)[95]

- Independent Wrestling Association: Mid-South
  - IWA Mid-South Heavyweight Championship (1 vez)[5]

- Latin American Wrestling Association
  - LAWA Heavyweight Championship (1 vez)

- New Japan Pro Wrestling
  - NJPW Junior Heavyweight Super Grade Tag League Championship (1 vez) - con The Great Sasuke
  - Best of the Super Juniors III (1996)[96]

- Pro Wrestling Federation
  - PWF World Tag Team Championship (1 vez) - con Héctor Guerrero[5]

- World Championship Wrestling
  - WCW United States Heavyweight Championship (1 vez)[97]
  - WCW Cruiserweight Championship (2 veces)[98][99]

- World Wrestling All-Stars
  - WWA International Cruiserweight Championship (1 vez)[5]

- World Wrestling Association
  - WWA World Trios Championship (1 vez) - con Chavo Guerrero y Mando Guerrero[5]
  - WWA World Welterweight Championship (1 vez)[5]

- World Wrestling Federation/Entertainment
  - WWE Championship (1 vez)[100]
  - WWF/E Intercontinental Championship (2 veces)[101][102]
  - WWE United States Championship (1 vez)[103]
  - WWF European Championship (2 veces)[104][105]
  - WWE Tag Team Championship (4 veces) - con Chavo Guerrero (2),[106][107] Tajiri (1)[108] y Rey Mysterio (1)[109]
  - Triple Crown Championship (decimosegundo)
  - Grand Slam Championship (sexto)
  - Hall of Fame (2006)

- Pro Wrestling Illustrated
  - PWI Regreso del año - 1999[110]
  - PWI Luchador más inspirador - 2002[111]
  - PWI Luchador más inspirador - 2004[112]
  - PWI Premio Stanley Weston - 2005[113]
  - Situado en el N°141 en los PWI 500 del 1994[114]
  - Situado en el N°17 en los PWI 500 del 1995[115]
  - Situado en el N°29 en los PWI 500 del 1996[116]
  - Situado en el N°24 en los PWI 500 del 1997[117]
  - Situado en el N°28 en los PWI 500 del 1998[118]
  - Situado en el N°20 en los PWI 500 del 2000[119]
  - Situado en el N°50 en los PWI 500 del 2001[120]
  - Situado en el N°5 en los PWI 500 del 2002[121]
  - Situado en el N°9 en los PWI 500 del 2003[122]
  - Situado en el N°2 en los PWI 500 del 2004[123]
  - Situado en el N°15 en los PWI 500 del 2005[124]
  - Situado en el N°81 dentro de los mejores 500 luchadores de la historia - PWI Years, 2003.[125]
  - Situado en el N°18 dentro de los mejores 100 equipos de la historia - con Art Barr; PWI Years, 2003.[126]

- Wrestling Observer Newsletter
  - Feudo del año - 1994, con Art Barr vs. El Hijo del Santo y Octagón[127]
  - Feudo del año - 1995, vs. Dean Malenko[127]
  - Equipo del año - 1994, con Art Barr[127]
  - Equipo del año - 2002, con Chavo Guerrero[127]
  - Mejor en entrevistas - 2005[127]
  - Luchador más carismático - 2004[127]
  - Luchador más carismático - 2005[127]
  - Salón de la Fama - inducido el 2006[128]
  - Situado en Nº14 del WON Luchador de la década (2000–2009)[129]
  - Situado en Nº8 del WON Luchador más destacado de la década (2000–2009)[129]
  - Situado en Nº8 del WON Mejor pareja de la década (2000–2009), con Chavo Guerrero[129]
  - Situado en Nº13 del WON Mejor en entrevistas de la década (2000–2009)[129]
  - Situado en Nº4 del WON Luchador más carismático de la década (2000–2009)[129]
  - Lucha 5 Estrellas, con Love Machine vs El Hijo del Santo y Octagón (AAA When Worlds Collide, 6 de noviembre de 1994)